# Santa (Cameroun)
Pour les articles homonymes, voir Santa.
Santa est une commune du Cameroun située dans la région du Nord-Ouest et le département de la Mezam.

## Géographie
| Bali   | Bamenda II | Bamenda I    |
| Batibo | Santa      | Balikumbat   |
| Wabane | Babadjou   | Galim Mbouda |

## Population
Lors du recensement de 2005, la commune comptait 64 391 habitants, dont 8 124 pour Santa Town.